# Ригерт, Давид Адамович
Давид Ада́мович Ри́герт (12 марта 1947 года, село Нагорное, Кокчетавская область, Казахская ССР, СССР) — неоднократный чемпион мира, Европы, СССР по тяжёлой атлетике, чемпион Олимпийских игр (1976). На летних Олимпийских играх 2004 года — главный тренер сборной России по тяжёлой атлетике. Заслуженный тренер России.
Ученик Рудольфа Плюкфельдера.

## Биография
Предки Давида Ригерта приехали из Германии в Россию в 1740 году. В начале Великой Отечественной войны родителей Ригерта, Адама Адамовича Ригерта и Елизавету Рудольфовну Горн, депортировали в Северный Казахстан, где он и родился. В 1964 году семья вернулась на прежнее место жительства, на Кубань. Там Давид Ригерт взял впервые в руки самодельную штангу. После армии перебрался в Шахты, целенаправленно, чтобы тренироваться у знаменитого Рудольфа Плюкфельдера, по его же приглашению.
Член КПСС с 1977 года. Окончил Московский институт физической культуры (1978).
Уйдя с помоста, Давид Ригерт был тренером сборной СССР по тяжёлой атлетике.
Затем возглавил строительный кооператив спортивной ориентации в Таганроге. За семь лет без штанги его вес дошёл со 100 кг до 78 кг. Весной 1991 года он был приглашен в австрийский Зальцбург на чемпионат Европы среди ветеранов старше 40 лет. Там Ригерт, выступая «с листа», выиграл рывок —120 кг, но в толчке не взял 140 кг. В сентябре того же 1991 года он собирался выступить на чемпионате мира среди ветеранов.
После завершения спортивной карьеры и тренерской работы Давид Ригерт организовал под Таганрогом фермерское хозяйство.

## Спортивные достижения
- Заслуженный мастер спорта СССР (1971).
- Заслуженный тренер СССР.
- Олимпийский чемпион Монреаля (1976).
- Шестикратный чемпион мира (1971, 1973—1976, 1978).
- Девятикратный чемпион Европы (1971—1976, 1978—1980).
- Пятикратный чемпион СССР в многоборье (1972, 1973, 1975, 1976, 1978).
- Установил 65 рекордов СССР.
- Установил 65 рекордов Мира.

## Государственные награды
- Медаль «За трудовую доблесть» (1971).
- Орден Трудового Красного Знамени (1976).
- Почётный знак «За заслуги в развитии физической культуры и спорта» (2000).
- Орден Дружбы (27 июня 2007)[6]
- Медаль ордена «За заслуги перед Отечеством» II степени (18 ноября 2010)[7]
- Орден Атамана Платова (15 декабря 2023, Ростовская область)[8],
- Почётный гражданин Ростовской области (9 июня 2015)[9]

## Цитаты
Для меня Ригерт — это бог штанги, на него я молился с детства.— Олимпийский чемпион по тяжелой атлетике Алексей Петров. Спорт-Экспресс

## Литературное творчество
- Ригерт Д. А. Благородный металл (лит. запись Александра Скляренко). — М.: Мол. гвардия. 1987. — 192 с. — (Спорт и личность).